# Pullman (Washington)
Pullman é uma cidade localizada no estado norte-americano de Washington, no Condado de Whitman.

## Demografia
Segundo o censo norte-americano de 2000, a sua população era de 24.675 habitantes.
Em 2006, foi estimada uma população de 25.357, um aumento de 682 (2.8%).

## Geografia
De acordo com o United States Census Bureau tem uma área de
23,3 km², dos quais 23,3 km² cobertos por terra e 0,0 km² cobertos por água. Pullman localiza-se a aproximadamente 781 m acima do nível do mar.

## Localidades na vizinhança
O diagrama seguinte representa as localidades num raio de 24 km ao redor de Pullman.